# متجر شامل

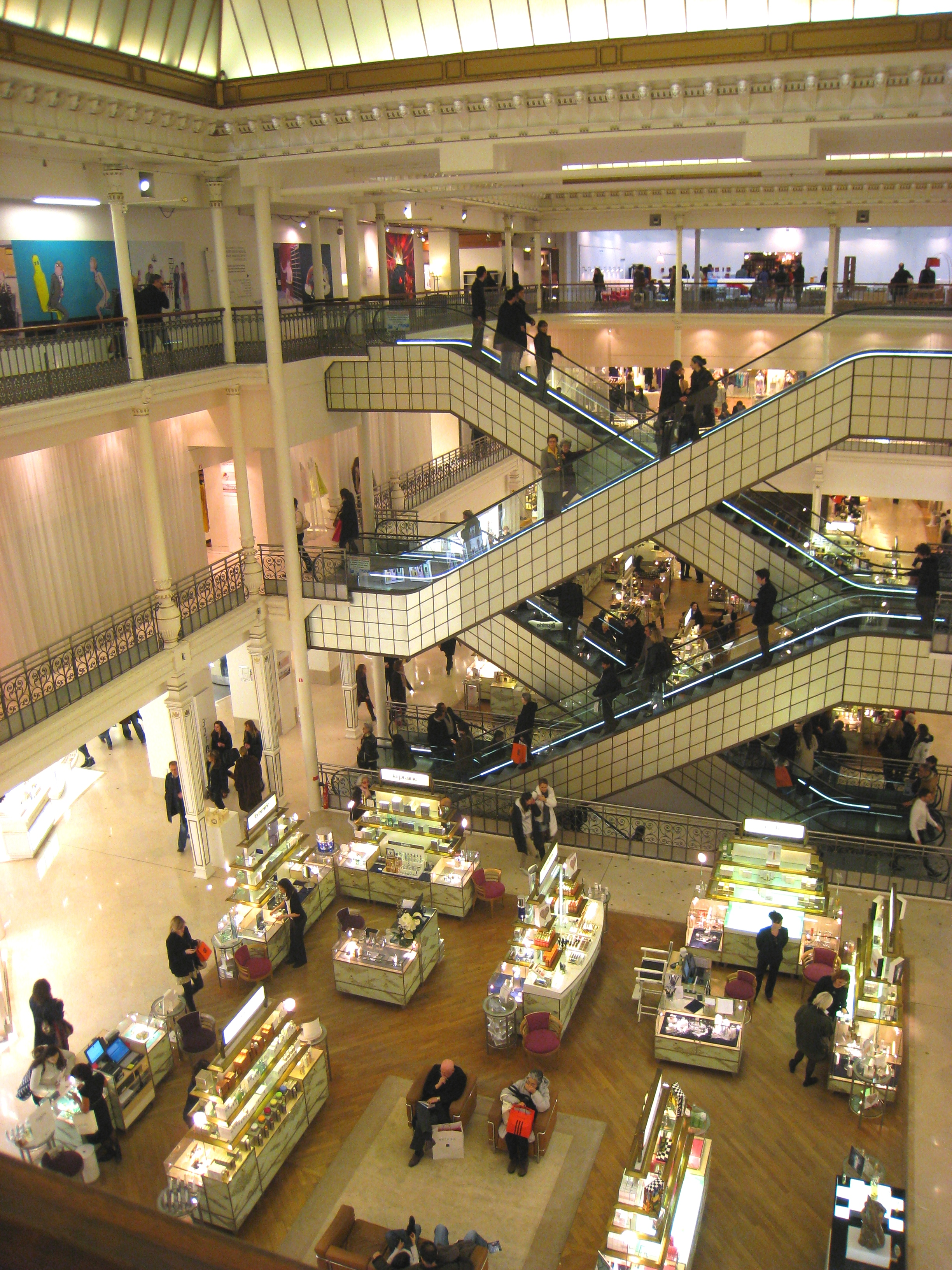
الجزء الداخلي من Le Bon Marché في باريس

المتجر التنويعي أو المتجر الشامل مؤسسة بيع بالتجزئة تقدم مجموعة واسعة من السلع الاستهلاكية في مناطق مختلفة من المتجر وتتخصص كل منطقة («قسم») في منتج معين، في المدن الكبرى الحديثة، ظهر المتجر الشامل بشكل مثير في منتصف القرن التاسع عشر وأعاد تشكيل عادات التسوق بشكل دائم وتعريف الخدمة والرفاهية. كانت هناك تطورات مماثلة في لندن (مع وايتليز)، في باريس (لو بون مارشيه) ونيويورك (ستيوارت).
اليوم، غالبًا ما تشمل الأقسام ما يلي: الملابس ومستحضرات التجميل، افعل ذلك بنفسك والأثاث والبستنة والأجهزة والأجهزة المنزلية والأدوات المنزلية والطلاء والسلع الرياضية وأدوات النظافة والألعاب. بالإضافة إلى ذلك، يتم تضمين خطوط أخرى من المنتجات مثل الطعام والكتب والمجوهرات والإلكترونيات والقرطاسية ومعدات التصوير ومنتجات الأطفال ومنتجات الحيوانات الأليفة في بعض الأحيان. يقوم العملاء عمومًا ياتمام عملية الحساب بالقرب من الجزء الأمامي من المتجر في متاجر الخصم، بينما تشتمل المتاجر التقليدية الراقية على منطقة حساب داخل كل قسم. بعض المتاجر هي واحدة من العديد من المتاجر ضمن سلسلة بيع بالتجزئة عالمية، في حين أن البعض الآخر تجارُ تجزئةٍ مستقلين.
منذ الثمانينيات، تعرضوا لضغوط شديدة من المنافسين وتعرضوا لضغوط أكبر من مواقع التجارة الإلكترونية منذ عام 2010.
 

## أنواعها

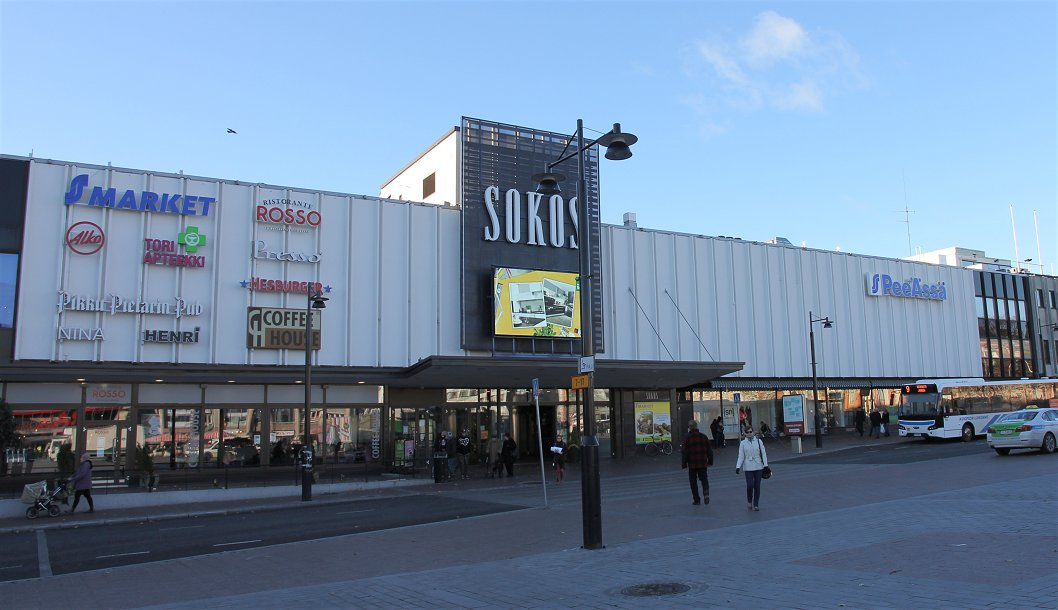
مبنى متجر سوكوس في مالتيماكي ، كيوبيو ، فنلندا

في الولايات المتحدة، يتم تصنيف المتاجر الكبرى إلى الأنواع التالية:
- متجر رئيسي أو ببساطة، متجر تقليدي متعدد الأقسام، يعرض سلعًا متوسطة إلى عالية الجودة، معظم أو في بعض الوقت بسعر التجزئة الكامل. ومن الأمثلة على ذلك مايسزو بلومنقديلز و JC Penneyجي سي بيني وسيرز وبيلك.[4]
  - متجر صغير متعدد الأقسام ، مصطلح يستخدم بشكل أساسي في الجزء الثاني من القرن العشرين لإصدار أصغر لمتجر رئيسي متعدد الأقسام. كانت هذه عادة إما متاجر مستقلة، أو سلاسل متخصصة في مستحضرات التجميل وارتداء الملابس والإكسسوارات، مع القليل من السلع المنزلية.[5][6] مثل متجر بوسطن وهاريس &amp; فرانك
- متجر البضائع المخفضه ، متجر خصومات كبير يبيع الملابس والمفروشات المنزلية بسعر مخفض، إما بيع المخزون الزائد من المتاجر الكبرى الرئيسية، أو البضائع المصنوعة خصيصًا لسوق المتاجر ذات البضائع المخفضة. ومن الأمثلة على ذلك نوردستورم راك وساكس اوف 5th ومارشالز وروز دريس فور ليس وكولز.[7]

قد تشير بعض المصادر إلى الأنواع التالية من المتاجر على أنها متاجر متعددة الأقسام، على الرغم من انها لاتعتبر على هذا النحو:
- محلات الهايبر ماركت (المتاجر الكبرى ذات الخصومات مع عروض البقالة الكاملة، مثل تارقيت ووولمارت وكارفور) [8]
- متاجر متنوعة، تُعرف أيضًا في الولايات المتحدة باسم فايف اند دايمز

## تاريخ
بينبريدج (يعرف الآن ب جون لويس) في نيوكاسل أبون تاين، هو أقدم متجر تجزئة في العالم. لا يزال معروفًا للعديد من عملائه باسم بينبريدج، على الرغم من تغيير الاسم مؤخرًا إلى «جون ليوس». يعود تاريخ مؤسسة نيوكاسل المحبوبة للغاية إلى عام 1838، عندما كان إيمرسون موشامب بينبريدج في سن 21 عامًا، دخل في شراكة مع ويليام ألدر دن وافتتح متجرًا للأزياء في ماركت ستريت، نيوكاسل. فيما يتعلق بتاريخ البيع بالتجزئة، فإن إحدى الحقائق الأكثر أهمية حول متجر نيوكاسل بينبريدج، هي أنه في وقت مبكر من 1849 تم تسجيل الاستلام الأسبوعي من قبل الإدارة، مما يجعله الأقدم من بين جميع المتاجر الكبرى. مازال دفتر الاستلام الاسبوعي موجودا ومحفوظًا في أرشيفات جون لويس الذي اشترى متجر بينبريدج في عام 1952. احتفظ جون لويس بالاسم الأصلي لبينبريدج حتى عام 2002، عندما أعيد تسمية المتجر باسم جون لويس نيوكاسل. لأنها قامت بفرز البضائع إلى أقسام في عام 1849، قبل ثلاث سنوات من قيام لي بون مارشي في باريس بفعل الشيء نفسه، هناك حجة قوية لكون بينبريدج هو المتجر الأصلي في العالم.

### أصول في إنجلترا، 1700
من المحتمل أن يكون متجر بينيت في ديربي من أوائل المتاجر الكبرى وقد تم تأسيسه لأول مرة كمتجر للحديد (متجر لاجهزة الكمبيوتر) في عام 1734. لا يزال قائما حتى يومنا هذا، يتم التداول في نفس المبنى. ومع ذلك، فإن أول متجر متعدد الأقسام تم إنشاؤه بشكل موثوق، كان هاردينج، هاول وشركاه، الذي افتتح عام 1796 في بال مول، لندن. كتب مراقب في مستودع أكرمان وهي دورية بريطانية عن الذوق والأزياء المعاصرين وصف المشروع في عام 1809 على النحو التالي:
يبلغ طول المنزل من الأمام إلى الخلف مائة وخمسين قدماً وعرضه متناسباً. تم تجهيزها بذوق رائع ومقسمة بواسطة قواطع زجاجية إلى أربعة أقسام، لمختلف فروع الأعمال الواسعة والتي يتم تنفيذها هناك. مباشرة عند المدخل يوجد القسم الأول المخصص حصريًا لبيع الفراء والمراوح. والثاني يحتوي على أصناف الخردوات بجميع أنواعها والحرير والموسلين والدانتيل والقفازات وما إلى ذلك. في المتجر الثالث، على اليمين، تلتقي بتشكيلة غنية من المجوهرات وأدوات الزينة من Ormolu والساعات الفرنسية وما إلى ذلك؛ وعلى اليسار، مع جميع أنواع العطور المختلفة اللازمة للتواليت. الرابع مخصص للقبعات والفساتين. بحيث لايوجد سلعة من الزي الانثوي أو الزخرفة الا ما يمكن شراؤه هنا في أول اسلوب من الاناقة والموضة. تم اعتماد هذه العادة على مدى الإثني عشر عامًا الماضية من قبل المالكين الحاليين الذين لم يدخروا أي متاعب أو نفقات لضمان جودة والتفوق على كل أوروبا الأخرى وجعلها فريدة من نوعها تمامًا.
يوصف هذا المشروع بأنه يحتوي على جميع الخصائص الأساسية لمتجر متعدد الأقسام؛ كانت مؤسسة عامة للبيع بالتجزئة تقدم مجموعة واسعة من السلع الاستهلاكية في أقسام مختلفة. تم إغلاق هذا المتجر الرائد في عام 1820 عندما تم حل الشراكة التجارية. كان لدى جميع المدن البريطانية الرئيسية متاجر متعددة الأقسام مزدهرة بحلول منتصف أو أواخر القرن التاسع عشر. على نحو متزايد، أصبحت النساء العملاء الرئيسيين. تدعي كيندالس (المعروفة سابقًا باسم Kendal Milne & Faulkner) في مانشستر أنها واحدة من أوائل المتاجر متعددة الأقسام ولا تزال معروفة للعديد من عملائها باسم Kendal ، على الرغم من تغيير اسمها في عام 2005 إلى House of Fraser. يعود تاريخ مؤسسة مانشستر إلى عام 1836 ولكن تم تداولها باسم واتس بازار منذ عام 1796. في ذروته، كان المتجر يحتوي على مبانٍ على جانبي Deansgate مرتبطة بممر تحت الأرض "Kendals Arcade" وقاعة طعام مزينة بالبلاط على طراز فن الآرت نوفو. اشتهر المتجر بشكل خاص بتركيزه على الجودة والأناقة على الأسعار المنخفضة مما منحه لقب «هارودز الشمال»، على الرغم من أن هذا يرجع جزئيًا إلى استحواذ هارودز على المتجر في عام 1919. يمكن إرجاع هارودز لندن إلى عام 1834، على الرغم من أن المتجر الحالي تم بناؤه بين عامي 1894 و 1905. اكتسبت شركة Liberty &amp; Co. شعبية في سبعينيات القرن التاسع عشر لبيع السلع الشرقية.

### أصول فيالمجلات الباريسية de nouveautés

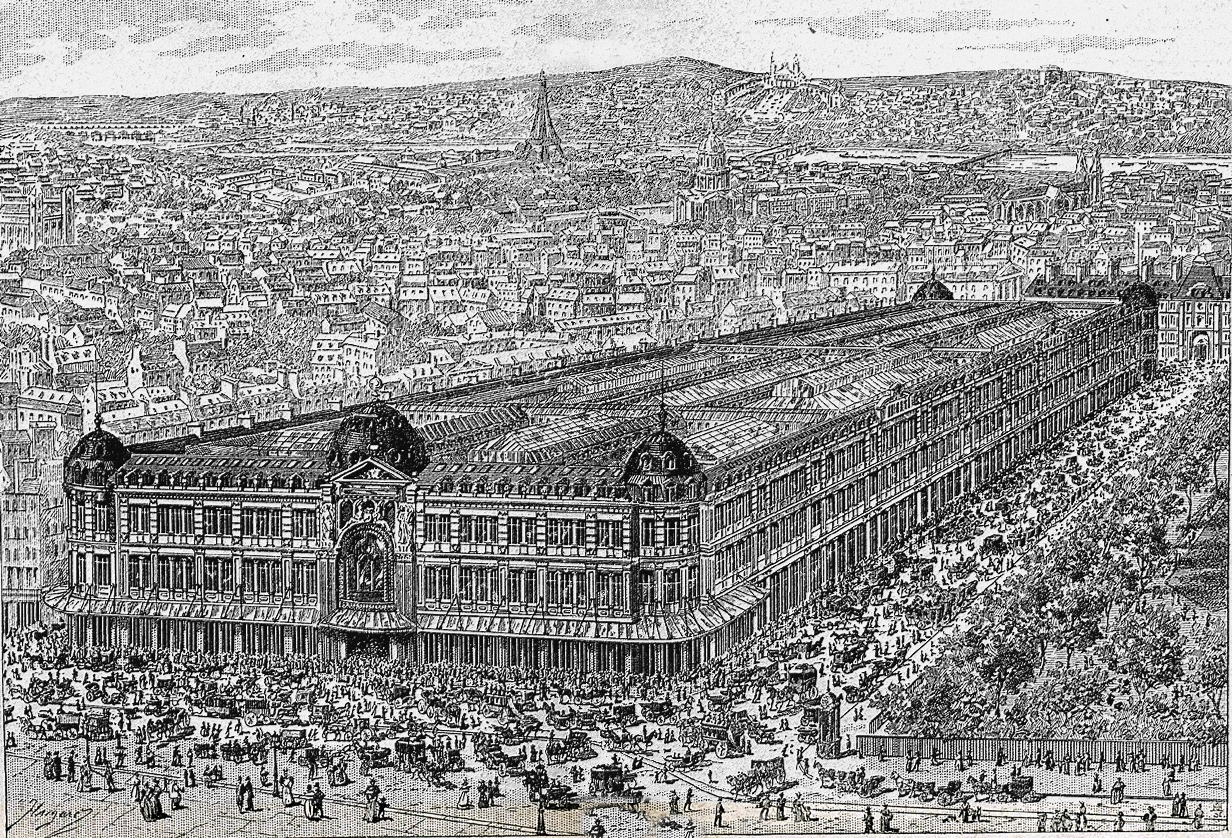
أو بون مارشيه

تمتلك متاجر باريس الكبرى جذورًا في magasin de nouveautés ، أو متجر الجدة؛ الأول، تابيس روج، تم إنشاؤه عام 1784. لقد ازدهروا في أوائل القرن التاسع عشر. وصف بلزاك أدائهم في روايته سيزار بيروتو . في أربعينيات القرن التاسع عشر، مع وصول خطوط السكك الحديدية إلى باريس وزيادة عدد المتسوقين الذين جلبوها، نما حجمهم وبدأوا في الحصول على نوافذ عرض زجاجية كبيرة وأسعار ثابتة وبطاقات أسعار وإعلانات في الصحف.
تم إنشاء متجر جديد يسمى Au Bon Marché في باريس عام 1838 لبيع أشياء مثل الدانتيل والشرائط والأغطية والمراتب والأزرار والمظلات. نمت من 300 متر مربع (3,200 قدم2) و 12 موظفًا في عام 1838 إلى 50,000 متر مربع (540,000 قدم2) و 1,788 موظفًا في عام 1879. اشتهر Boucicaut بابتكاراته التسويقية؛ غرفة قراءة للأزواج أثناء قيام زوجاتهم بالتسوق؛ إعلانات صحفية واسعة النطاق؛ الترفيه للأطفال. وتم إرسال ستة ملايين كتالوج للعملاء. بحلول عام 1880 كان نصف الموظفين من النساء؛ تعيش الموظفات غير المتزوجات في مهاجع في الطوابق العليا.
سرعان ما كان لدى Au Bon Marché نصف دزينة أو أكثر من المنافسين بما في ذلك Printemps ، التي تأسست عام 1865 ؛ La Samaritaine (1869)، Bazaar de Hotel de Ville (BHV)؛ وجاليري لافاييت (1895). تمجد الفرنسيون في المكانة الوطنية التي جلبتها المتاجر الباريسية العظيمة. وضع الكاتب العظيم إميل زولا (1840-1902) روايته Au Bonheur des Dames (1882-1883) في متجر نموذجي، مما جعلها رمزًا للتكنولوجيا الجديدة التي تعمل على تحسين المجتمع والتهامه.

### المتاجر الأمريكية الأولى (1825–1858)
كان أرنولد كونستابل أول متجر أمريكي متعدد الأقسام. تأسست عام 1825 كمتجر صغير للبضائع الجافة في شارع باين في مدينة نيويورك. في عام 1857 انتقل المتجر إلى قصر من خمسة طوابق للبضائع الجافة من الرخام الأبيض يُعرف باسم البيت الرخامي. خلال الحرب الأهلية، كان Arnold Constable واحدًا من أوائل المتاجر التي أصدرت فواتير ائتمان لزبائنها كل شهر بدلاً من إصدارها على أساس نصف سنوي. سرعان ما تجاوز المتجر البيت الرخامي وأقام مبنى من الحديد الزهر في شارع برودواي وشارع التاسع عشر في عام 1869 ؛ توسع «قصر التجارة» هذا على مر السنين حتى أصبح من الضروري الانتقال إلى مساحة أكبر في عام 1914. أدت المشاكل المالية إلى الإفلاس في عام 1975.
في مدينة نيويورك عام 1846، أنشأ ألكسندر تيرني ستيوارت «قصر الرخام» في برودواي، بين شارعي تشامبرز وريد. عرض بضائع التجزئة الأوروبية بأسعار ثابتة لمجموعة متنوعة من البضائع الجافة وأعلن عن سياسة توفير «الدخول المجاني» لجميع العملاء المحتملين. على الرغم من أنه كان مكسوًا بالرخام الأبيض ليبدو وكأنه قصر من عصر النهضة، إلا أن بناء المبنى المصنوع من الحديد الزهر سمح بنوافذ زجاجية كبيرة تسمح بالعروض الموسمية الرئيسية، خاصة في موسم التسوق في عيد الميلاد. في عام 1862، بنى ستيوارت متجرًا جديدًا في مبنى سكني كامل في المدينة بين الشارعين التاسع والعاشر، مع ثمانية طوابق. تضمنت ابتكاراته الشراء من الشركات المصنعة مقابل النقود وبكميات كبيرة والحفاظ على هامش ربح صغير وانخفاض الأسعار والعرض الصادق للبضائع وسياسة السعر الواحد (لذلك لم يكن هناك مساومة) وعوائد البضائع البسيطة وسياسة استرداد النقود والبيع نقدًا وليس الائتمان، المشترون الذين بحثوا في جميع أنحاء العالم عن سلع ذات جودة عالية وتقسيم الأقسام والتكامل الرأسي والأفقي والمبيعات الضخمة والخدمات المجانية للعملاء مثل غرف الانتظار والتسليم المجاني للمشتريات. في عام 1858، أسس رولاند هوسي ميسي Macy's كمتجر للبضائع الجافة.

### ابتكارات 1850-1917

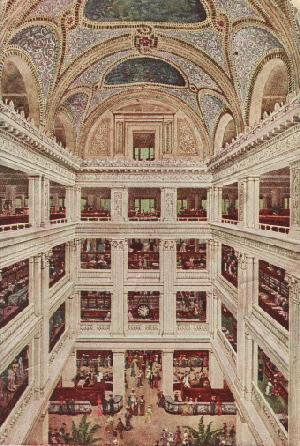
متجر ستيت ستريت في مارشال فيلد داخلي "القاعة الكبرى" حوالي عام 1910

نشأت شركة مارشال فيلد آند كومباني في عام 1852. كان المتجر الرئيسي في أكثر شوارع التسوق ازدحامًا في الغرب الأوسط في ذلك الوقت، شارع ستيت ستريت في شيكاغو. عمل مارشال فيلد كنموذج للمتاجر الأخرى حيث كان لديه خدمة عملاء استثنائية.[بحاجة لمصدر] مارشال فيلدز أيضًا الأوائل؛ من بين العديد من ابتكارات مارشال فيلدز، كان أول مكتب شراء أوروبي يقع في مانشستر، إنجلترا وأول سجل زفاف. كانت الشركة أول من أدخل مفهوم المتسوق الشخصي وتم تقديم هذه الخدمة مجانًا في كل متجر فيلد، حتى آخر أيام السلسلة تحت اسم مارشال فيلد. كان أول متجر يقدم ائتمانًا متجددًا وأول متجر متعدد الأقسام يستخدم السلالم المتحركة.[بحاجة لمصدر] كان قسم الكتب في مارشال فيلد في متجر ستيت ستريت أسطوريًا.[بحاجة لمصدر] كانت رائدة في مفهوم «توقيع الكتاب». علاوة على ذلك، في كل عام في عيد الميلاد، امتلأت نوافذ المتاجر في وسط المدينة في مارشال فيلد بشاشات رسوم متحركة كجزء من عرض منطقة التسوق في وسط المدينة ؛ أصبحت عروض نافذة «الموضوع» مشهورة ببراعتها وجمالها وأصبحت زيارة نوافذ مارشال فيلد في عيد الميلاد تقليدًا لسكان شيكاغو والزوار على حد سواء، مثل ممارسة شعبية مثل زيارة غرفة الجوز مع شجرة عيد الميلاد أو الاجتماع المشهور على حد سواء «تحت الساعة» في شارع الدولة.
في عام 1877، افتتح جون واناميكر ما ادعى البعض أنه أول متجر متعدد الأقسام «حديث» في الولايات المتحدة في فيلادلفيا: أول متجر يقدم أسعارًا ثابتة مميزة على كل مقالة، كما قدم الإضاءة الكهربائية (1878) والهاتف (1879) واستخدام الأنابيب الهوائية لنقل النقود والمستندات (1880) إلى المتاجر الكبرى.

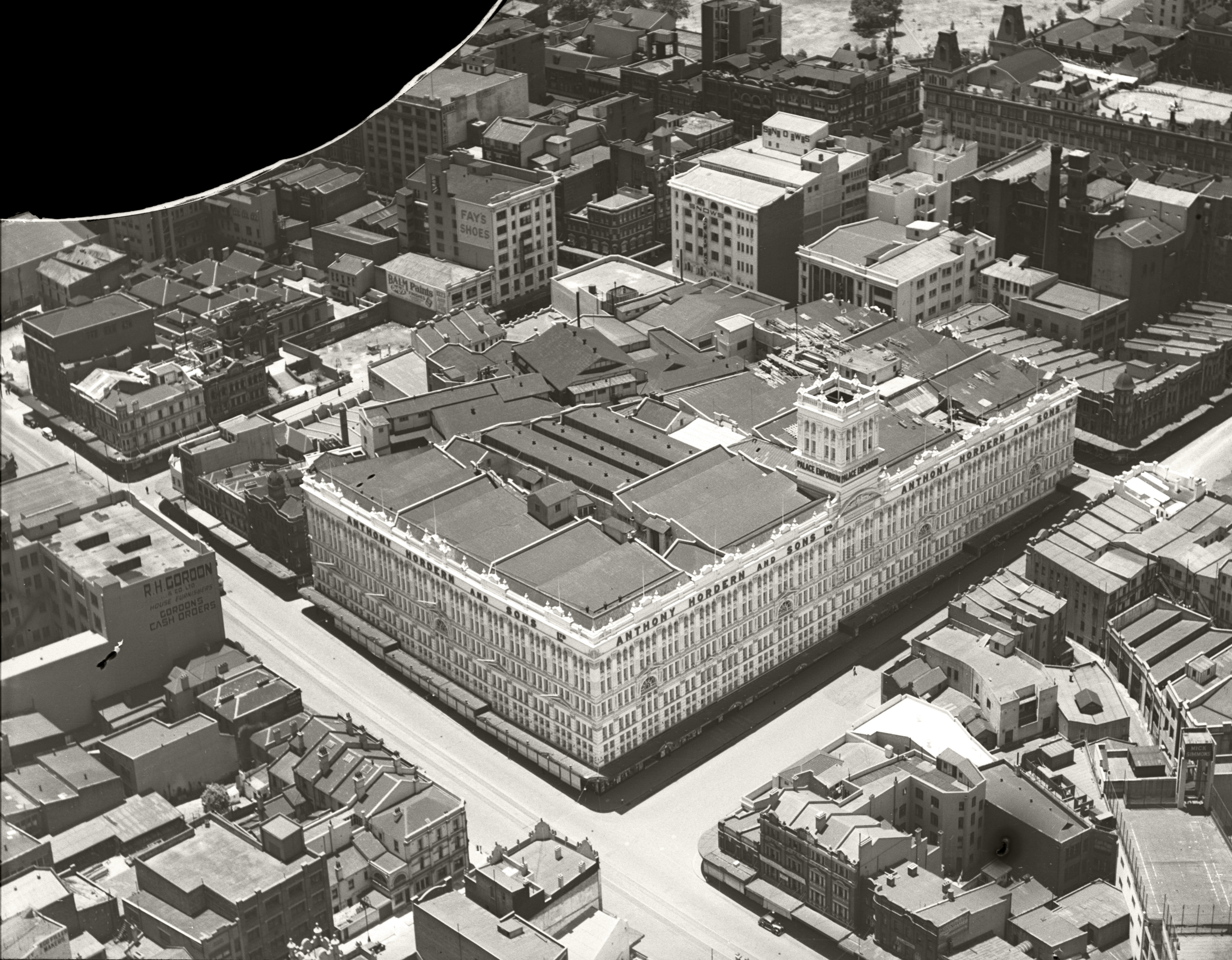
منظر جوي لأنتوني هوردين وأولاده في سيدني ، أستراليا (1936)، الذي كان في يوم من الأيام أكبر متجر متعدد الأقسام في العالم.

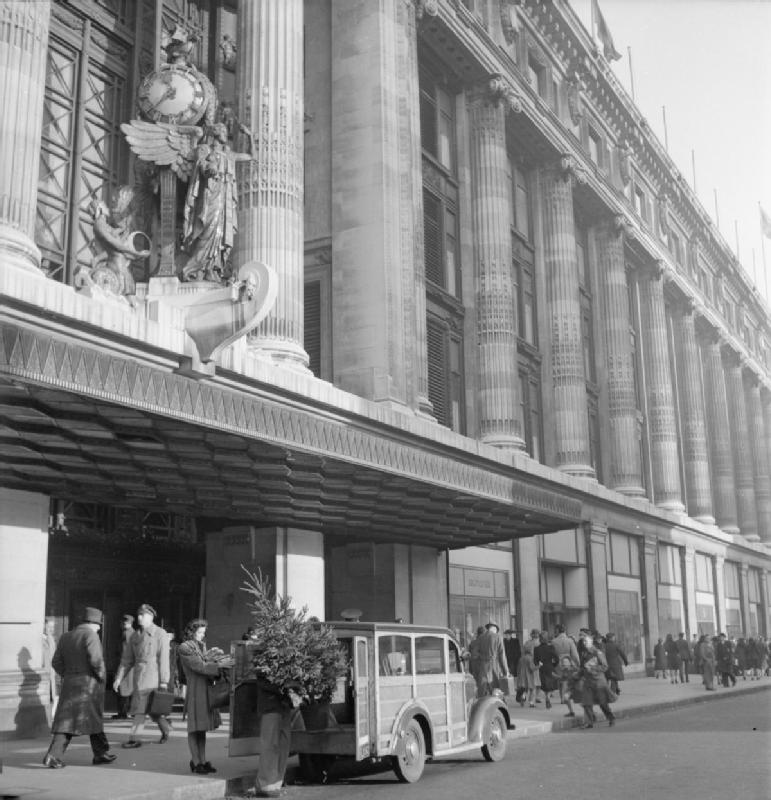
سيلفريدجز ، شارع أكسفورد في لندن ، 1944

ومن المتاجر الأخرى التي أحدثت ثورة في مفهوم المتجر متعدد الأقسام، سيلفريدجز في لندن والتي أسسها هاري جوردون سيلفريدج الأمريكي المولد عام 1909 في شارع أكسفورد . روج التسويق المبتكر للشركة لمفهوم التسوق للمتعة وليس الضرورة وقد تم تبني تقنياته من قبل المتاجر الحديثة في جميع أنحاء العالم. تم الترويج للمتجر على نطاق واسع من خلال الإعلانات المدفوعة. تم تنظيم أرضيات المتاجر بحيث يمكن جعل البضائع في متناول العملاء. كانت هناك مطاعم أنيقة بأسعار متواضعة ومكتبة وغرف للقراءة والكتابة وغرف استقبال خاصة للعملاء الفرنسيين والألمان والأمريكيين و «المستعمرين» وغرفة إسعافات أولية وغرفة صمت ، بأضواء خافتة وكراسي عميقة وسرير مزدوج. - التزجيج ، كل ذلك يهدف إلى إبقاء العملاء في المتجر لأطول فترة ممكنة. تم تعليم الموظفين ليكونوا في متناول اليد لمساعدة العملاء ولكن ليس بقوة كبيرة وبيع البضائع. اجتذب سيلفريدج المتسوقين بالمعارض التعليمية والعلمية ؛ في عام 1909، عُرضت طائرة لويس بليريو أحادية السطح في سيلفريدجز (كان بليريو أول من طار فوق القناة الإنجليزية) وأقيم أول عرض تلفزيوني عام لجون لوجي بيرد في المتجر متعدد الأقسام في عام 1925.

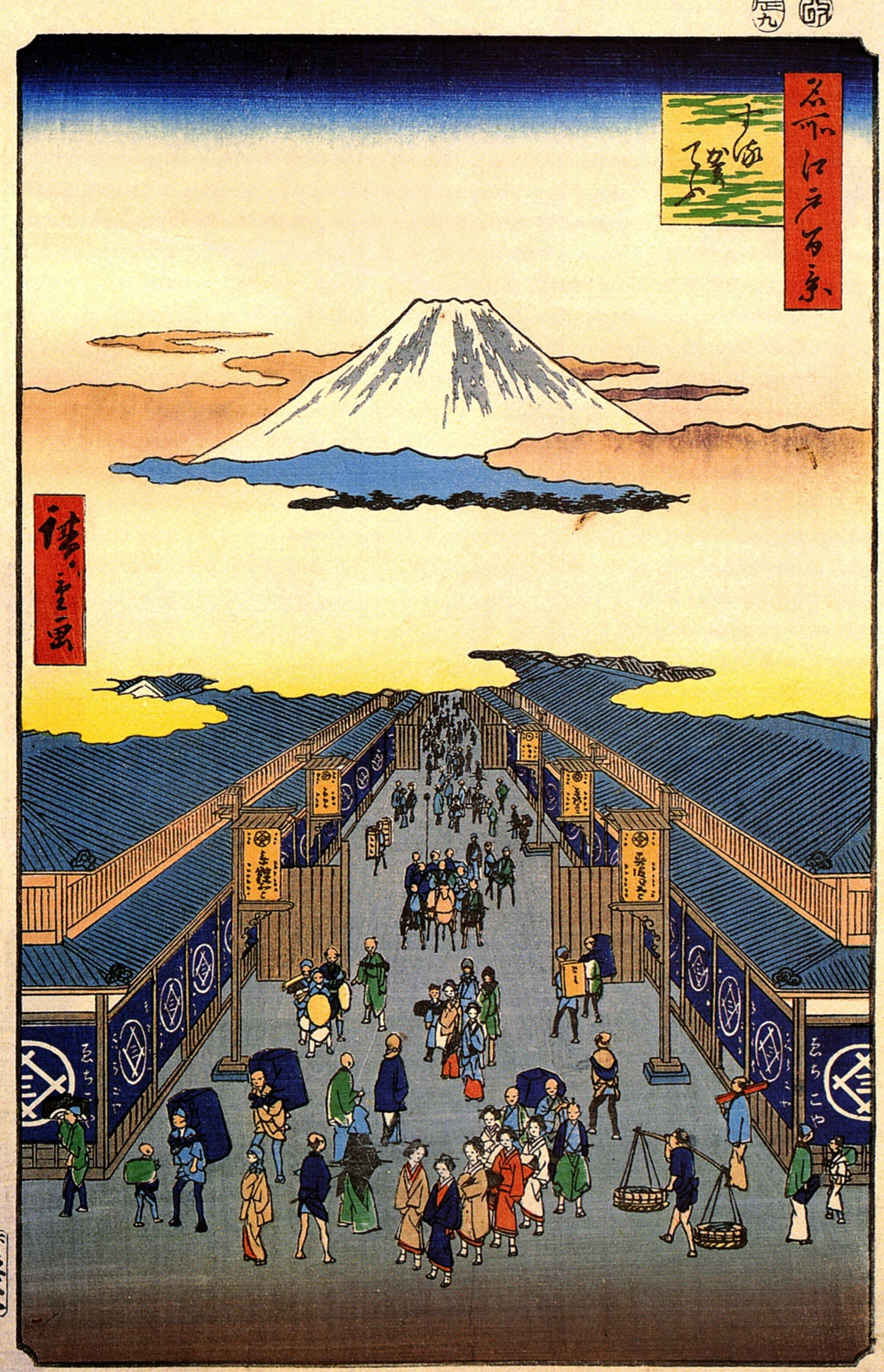
صمم أوتاغاوا هيروشيغي طبعة أوكييو-إي مع جبل فوجي وإيتشيغويا كمعلمين. Echigoya هو الاسم السابق لميتسوكوشي الذي سمي على اسم مقاطعة Echigo السابقة. يقع مقر Mitsukoshi على الجانب الأيسر من الشارع.

في اليابان، كان أول متجر متعدد الأقسام «حديث الطراز» ميتسوكوشي، الذي تأسس في عام 1904 والذي يعود جذوره إلى متجر كيمونو يُدعى إيتشيغويا من عام 1673. ومع ذلك ، عندما يتم النظر في الجذور ، فإن ماتسوزاكايا لديها تاريخ أطول يعود إلى عام 1611. تم تغيير متجر الكيمونو إلى متجر متعدد الأقسام في عام 1910. في عام 1924، سمح متجر Matsuzakaya في جينزا بارتداء أحذية الشارع في الداخل وهو شيء مبتكر في ذلك الوقت. سيطرت هذه المتاجر الكبرى في متاجر الكيمونو السابقة على السوق في تاريخها السابق. لقد باعوا ، أو بدلاً من ذلك ، عرضوا منتجات فاخرة ، مما ساهم في أجواءهم المتطورة. أصل آخر من المتجر الياباني هو من شركات السكك الحديدية. كان هناك العديد من مشغلي السكك الحديدية الخاصة في البلاد ومنذ عشرينيات القرن الماضي ، بدأوا في بناء متاجر متعددة الأقسام مرتبطة مباشرة بمصانع خطوطهم. Seibu و Hankyu أمثلة نموذجية لهذا النوع.

### الابتكار (1917-1945)
في منتصف العشرينيات من القرن الماضي ، بدأت نظريات الإدارة الأمريكية مثل الإدارة العلمية لـ FW Taylor بالانتشار في أوروبا. تأسس معهد الإدارة الدولي (IMI) في جنيف عام 1927 لتسهيل نشر مثل هذه الأفكار. تعاون عدد من المتاجر الكبرى معًا لإنشاء الرابطة الدولية للمتاجر الكبرى في باريس في عام 1928 لتوفير مساحة مناقشة مخصصة لهذا الشكل للبيع بالتجزئة.

### التوسع في مراكز التسوق
أدى ازدهار المواليد في الولايات المتحدة إلى تطوير أحياء الضواحي والتطورات التجارية في الضواحي ، بما في ذلك مراكز التسوق. انضمت المتاجر الكبرى إلى هذه المشاريع في أعقاب السوق المتنامي لإنفاق مواليد.

## روابط خارجية
- ظهور المتجر متعدد الأقسام في بريطانيا
- في ستيوارت
- Tamilia، Robert D. (2011). "The Wonderful World of the Department Store in Historical Perspective: A Comprehensive International Bibliography Partially Annotated" (PDF). مؤرشف من الأصل (PDF) في 2013-10-19. اطلع عليه بتاريخ 2014-03-01. {{استشهاد بدورية محكمة}}: الاستشهاد بدورية محكمة يطلب |دورية محكمة= (مساعدة) (292 كيلوبايت)
- الرابطة الدولية للمتاجر الكبرى
- نيويورك جورنال. تحت سقف واحد موت وحياة متجر نيويورك. بواسطة آدم جوبنيك